# Övre Långevatten
Övre Långevatten är en sjö i Kungälvs kommun i Bohuslän och ingår i Göta älv-Bäveåns kustområde. Sjön är 17,5 meter djup, har en yta på 0,106 kvadratkilometer och befinner sig 118,9 meter över havet. Övre Långevatten ligger i Svartedalen Natura 2000-område. Sjön avvattnas av vattendraget Porsån.

## Delavrinningsområde
Övre Långevatten ingår i det delavrinningsområde (643855-126843) som SMHI kallar för Mynnar i Anråse å. Medelhöjden är 108 meter över havet och ytan är 12,79 kvadratkilometer. Det finns inga avrinningsområden uppströms utan avrinningsområdet är högsta punkten. Porsån som avvattnar avrinningsområdet har biflödesordning 2, vilket innebär att vattnet flödar genom totalt 2 vattendrag innan det når havet efter 6 kilometer. Avrinningsområdet består mestadels av skog (89 %). Avrinningsområdet har 0,51 kvadratkilometer vattenytor vilket ger det en sjöprocent på 4 %.